# Vitor Hugo Naum dos Santos
Vitor Hugo Naum dos Santos (São José dos Campos, São Paulo, 1 de abril de 1999), más conocido como Vitinho, es un jugador de fútbol profesional brasileño que juega como delantero para el Red Bull Bragantino.

## Biografía

### Athletico
Revelado por el Athletico Paranaense en 2019, ganó el Campeonato Paranaense y la Copa do Brasil.

### Dinamo de Kiev
El 31 de agosto de 2021, Vitinho fue fichado por el Dinamo de Kiev de Ucrania. El delantero firmó un contrato de cinco años, con el Athletico ganando 6 millones de euros.

## Clubes
| Club                          | País    | Año       | Partidos | Goles |
| ----------------------------- | ------- | --------- | -------- | ----- |
| Athletico Paranaense          | Brasil  | 2019-2021 | 84       | 17    |
| Dinamo de Kiev                | Ucrania | 2021-     | 13       | 3     |
| Athletico Paranaense (cedido) | Brasil  | 2022-2023 | 50       | 1     |
| Red Bull Bragantino (cedido)  | Brasil  | 2023-     | 1        | 0     |